# Ди Эредиа, Себаштьян (фехтовальщик)
Себаштьян Санчо Жил де Борха ди Маседу и Менезеш ди Эредиа (порт. Sebastião Sancho Gil de Borja de Macedo e Meneses de Herédia, 7 сентября 1876, Порту, Порту — 1958, Лиссабон) — португальский фехтовальщик-рапирист. Участник летних Олимпийских игр 1928 года.

## Биография
Себаштьян ди Эредиа родился 7 сентября 1876 года в португальском городе Порту.
Выступал в соревнованиях по фехтованию за «Спортинг» из Лиссабона.
В 1928 году вошёл в состав сборной Португалии на летних Олимпийских играх в Амстердаме. Выступал в личном турнире в фехтовании на рапирах. На групповом этапе занял 5-е место среди 8 участников, победив Роберта Монтгомери из Великобритании — 5:2, Джона Альбарета из Швейцарии — 5:4 и Костаса Никопулоса из Греции — 5:3, проиграв Уго Пиньотти из Италии — 1:5, Оскару Виньясу из Аргентины — 1:5, Пьеру Пешеру из Бельгии — 3:5 и Паулю Кунце из Нидерландов — 4:5.
Умер в 1958 году в португальском городе Лиссабон.

## Семья
Сын Себаштьян ди Эредиа (1903—1983) занимался современным пятиборьем, участвовал в летних Олимпийских играх 1928 и 1932 годов.
Двоюродный брат Антониу ди Эредиа (1901—1971) занимался парусным спортом, участвовал в летних Олимпийских играх 1928, 1936 и 1948 годов.